# Международна тенис федерация
Международната тенис федерация (на англ. International Tennis Federation), или както е по известна – ITF, е международна организация, грижеща се за управлението на световния тенис. В нея членуват 205 национални тенис асоциации.
Създадена е като Международна федерация по тенис на трева (International Lawn Tennis Federation – ILTF) на среща на 12 национални асоциации в Париж, Франция на 1 март 1913 г. През 1924 г. е официално призната като контролиращ орган на тенис проявите в цял свят, като оттогава се прилагат и международните ѝ правила за игра. През 1977 г. от името на организацията отпадат думите „на трева“, отчитайки че повечето от тенис мачовете вече не се играят на тревно покритие.
В началото на съществуването си федерацията е базирана в Париж. По време на Втората световна война щабът се мести в Рохемптън, югозападен Лондон, Обединеното кралство. Той е базиран там и до днес.

## Функции
Международната тенис федерация организира трите най-големи национални отборни турнири по тенис: Купа Дейвис за мъже, Фед Къп за жени и Хопман Къп за смесени отбори. Под надзора на федерацията е и организацията на четирите турнира от Големия шлем: Открито първенство на Австралия, Открито първенство на Франция, Уимбълдън и Открито първенство на САЩ.
Докато ATP и WTA контролират повечето престижни турнири за професионални тенисисти, ITF организира турнири от по-ниска категория в света на професионалния тенис. Те са обединени във Верига за мъже на Международната тенис федерация (ITF Men’s Circuit) и Верига за жени на Международната тенис федерация (ITF Women’s Circuit).
Освен това Международната тенис федерация организира турнири за младежи (ITF Верига за младежи – ITF Junior Circuit), ветерани и тенисисти в инвалидни колички.
И не на последно място, Международният олимпийски комитет е възложил на ITF организацията на олимпийския и параолимпийския тенис турнир.

## Световни шампиони на ITF
От 1978 година насам на базата на годишните резултати във всички тенис турнири, Международната тенис федерация определя най-добре представилия се състезател (ка) и им връчва званието Световен шампион на ITF. То не е обвързано със спечелването на определен турнир или участието в определено състезание. Връчва се след еднолично решение на комитет на федерацията.

### Световни шампиони на сингъл
| Година | Мъже            | Жени                  |
| ------ | --------------- | --------------------- |
| 1978   | Бьорн Борг      | Крис Евърт            |
| 1979   | Бьорн Борг      | Мартина Навратилова   |
| 1980   | Бьорн Борг      | Крис Евърт            |
| 1981   | Джон Макенроу   | Крис Евърт            |
| 1982   | Джими Конърс    | Мартина Навратилова   |
| 1983   | Джон Макенроу   | Мартина Навратилова   |
| 1984   | Джон Макенроу   | Мартина Навратилова   |
| 1985   | Иван Лендъл     | Мартина Навратилова   |
| 1986   | Иван Лендъл     | Мартина Навратилова   |
| 1987   | Иван Лендъл     | Щефи Граф             |
| 1988   | Матс Виландер   | Щефи Граф             |
| 1989   | Борис Бекер     | Щефи Граф             |
| 1990   | Иван Лендъл     | Щефи Граф             |
| 1991   | Стефан Едберг   | Моника Селеш          |
| 1992   | Джим Къриър     | Моника Селеш          |
| 1993   | Пийт Сампрас    | Щефи Граф             |
| 1994   | Пийт Сампрас    | Аранча Санчес Викарио |
| 1995   | Пийт Сампрас    | Щефи Граф             |
| 1996   | Пийт Сампрас    | Щефи Граф             |
| 1997   | Пийт Сампрас    | Мартина Хингис        |
| 1998   | Пийт Сампрас    | Линдзи Дейвънпорт     |
| 1999   | Андре Агаси     | Мартина Хингис        |
| 2000   | Густаво Куертен | Мартина Хингис        |
| 2001   | Лейтън Хюит     | Дженифър Каприати     |
| 2002   | Лейтън Хюит     | Серина Уилямс         |
| 2003   | Анди Родик      | Жустин Енен-Арден     |
| 2004   | Роджър Федерер  | Анастасия Мискина     |
| 2005   | Роджър Федерер  | Ким Клайстерс         |
| 2006   | Роджър Федерер  | Жустин Енен-Арден     |
| 2007   | Роджър Федерер  | Жустин Енен           |
| 2008   | Рафаел Надал    | Йелена Янкович        |
| 2009   | Роджър Федерер  | Серина Уилямс         |
| 2010   | Рафаел Надал    | Каролине Возняцки     |

### Световни шампиони на двойки и младежи
Званието Световен шампион се присъжда и на двойки мъже и жени, на сингъл и на двойки юноши и девойки. Имената на всички световни шампиони могат да бъдат намерени в Списъка на славата на Международната тенис федерация.